# Г.Д.В.
Г.Д.В. (на английски: The BFG) е роман за деца от английския писател Роалд Дал. Книгата е публикувана за първи път през 1982 г., илюстрирана от Куентин Блейк. „Г.Д.В.“ е абревиатура на „Големия Добър Великан“.

## Герои
В началото на книгата авторът изброява имената на героите в следния ред:
- Хора:
  - Кралицата на Англия
  - Мери, камериерката на кралицата
  - Мистър Тибс, дворцовият иконом
  - Командващият Сухопътните Войски
  - Командващият Военновъздушните Сили
  - Софи, сираче
- Великани:
  - Месоплюскача (The Fleshlumpeater)
  - Костотрошача (The Bonecruncher)
  - Отмъквача (The Manhugger)
  - Детедъвкача (The Childchewer)
  - Глътнимръвка (The Meatdripper)
  - Лакомтърбух (The Gizzardgulper)
  - Хлапелапача (The Maidmasher)
  - Кръволока (The Bloodbottler)
  - Касапина (The Butcher Boy)
  - Г.Д.В. (The BFG)

## Сюжет
Една нощ малката Софи, която живее в сиропиталище, не може да заспи и забелязва през прозореца великан с пелерина, дълга тръба и голям куфар. След като разбира, че е видян, великанът отвлича момичето в своята далечна, неотбелязана на картите страна. Похитителят на Софи е Г.Д.В. – единственият добър великан в Страната на великаните. Другите деветима са много по-големи, грозни и човекоядни – хранят се с „тиквончета“.  Г.Д.В. се храни единствено с неприятен на вкус зеленчук – „праставица“ и пие „бъбалогъзоза“ – вкусна напитка, която предизвиква флатуленция. Г.Д.В. говори чудновато и има огромни уши, с които чува неща, недоловими за хората. Той умее да улавя, смесва и дава на хората различни сънища.
Софи и Г.Д.В. измислят план как да спрят набезите на великаните. Кралицата на Англия им помага да го осъществят и големите човекоядци са заловени. Софи и Г.Д.В. получават нов дом в Уиндзорския парк. Г.Д.В се научава да говори правилно и става писател.

## Адаптации
През 1989 г. е създаден анимационен филм по книгата. Ролята на Г.Д.В. е озвучена от английския актьор Дейвид Джейсън.